# Angelika Neuwirth
Angelika Neuwirth (née le 4 novembre 1943 à Nienburg/Weser) est une islamologue allemande. Elle est docteur en islamologie depuis 1972.

## Biographie
En 1992, elle reçoit du professeur Anton Spitaler, un ensemble de microfilms d'anciennes versions du Coran, entreposé depuis la guerre dans le département d’arabe de l’université libre de Berlin.
Depuis 2005, elle dirige l’unité de recherche Corpus Coranicum à Berlin.

## Réception
Neuwirth a travaillé sur de nombreux sujets en lien avec l'islam et le Coran à leur début. On peut citer des recherches sur la cohérence du texte, sur l'influence juive du Coran, sur le Coran comme texte de l'Antiquité tardive,, sur le Coran comme texte liturgique proche de formes chrétiennes.
Ses analyses repose sur le principe que le Coran est devenu « un texte qui ne peut prendre son sens qu'avec l'appui de traditions islamiques postérieures ». Cette approche, qui sert de base à sa chronologie du Coran a été très critiquée. Ainsi, Gabriel Said Reynolds critique certaines attributions de sourates au contexte mecquois ou au contexte médinois « sans justification » et l'absence de recul par rapport à la chronologie traditionnelle.
Elle est connue pour son « orientation très « classique », assez fidèle à la tradition musulmane ». Elle travaille, en particulier, sur la reconstitution « en aval », en se basant sur le texte othmanien. Pour Guillaume Dye, elle appartient à l'« école allemande », de Theodor Nöldeke.